# ساماروفکا
ساماروفکا (انگلیسی: Samarovka) یک شهرک در شهرستان ملئوزوفسکی استان باشقیرستان کشور روسیه است.